# Борисовка (Брестская область)
Бори́совка (бел. Барысаўка) — деревня в Кобринском районе Брестской области Белоруссии. Входит в состав Дивинского сельсовета.
По данным на 1 января 2016 года население составило 116 человек в 72 домохозяйствах.
В деревне расположен магазин.

## География
Деревня расположена в 3 км к северу от белорусско-украинской границы, в 44 км к юго-востоку от города и станции Кобрин и в 69 км к востоку от Бреста.
На 2012 год площадь населённого пункта составила 2,13 км² (213 га).

## История
Населённый пункт известен с 1668 года как присёлок. В разное время население составляло:
- 1999 год: 130 хозяйств, 313 человек;
- 2005 год: 121 хозяйство, 227 человек;
- 2009 год: 164 человека;
- 2016 год[2]: 72 хозяйства, 116 человек;
- 2019 год[1]: 83 человека.